# Antin (Chorwacja)
Antin – wieś w Chorwacji, w żupanii vukowarsko-srijemskiej, w gminie Tordinci. W 2011 roku liczyła 731 mieszkańców.